# 10 złotych 1972 50 lat portu w Gdyni
10 złotych 1972 50 lat portu w Gdyni – okolicznościowa moneta dziesięciozłotowa, wprowadzona do obiegu 30 kwietnia 1973 r. zarządzeniem z 16 kwietnia 1973 r. (M.P. z 1973 r. nr 20, poz. 119), wycofana 1 stycznia 1978 r. zarządzeniem Ministra Finansów z dnia 21 maja 1977 r. (M.P. z 1977 r. nr 14, poz. 79).
Monetę wybito z okazji pięćdziesiątej rocznicy rozpoczęcia budowy portu w Gdyni.

## Awers
W centralnym punkcie umieszczono godło – orła bez korony, pod łapą znak mennicy w Warszawie, dookoła, wzdłuż kształtu przypominającego granice Polski, napis „POLSKA RZECZPOSPOLITA LUDOWA 1972 10 ZŁ”, a na dole monogram projektanta.

## Rewers
Na tej stronie monety znajduje fragment mapy Polski pokazujący wycinek lądu i linię brzegową Zatoki Gdańskiej z Półwyspem Helskim, u góry herb Gdyni, a w tle napis w czterech rzędach „50 LAT PORTU W GDYNI”.

## Nakład
Monetę bito w Mennicy Państwowej, w miedzioniklu, na krążku o średnicy 28 mm, masie 9,5 grama, z rantem ząbkowanym, w nakładzie 2 000 000 sztuk, według projektu Wacława Kowalika.

## Opis
Dziesięciozłotówka była jedną z trzynastu dziesięciozłotówek obiegowych z okolicznościowym wizerunkiem bitych w latach 1964–1972 w Mennicy Państwowej, na krążkach o dwóch średnicach:
- 31 mm (1964–1965), 4 typy oraz
- 28 mm (1966–1972), 9 typów.

Okolicznościowe dziesięciozłotówki jeszcze w pierwszej połowie lat siedemdziesiątych dwudziestego wieku, w obrocie pieniężnym występowały dość powszechnie, ze względu na fakt, że stanowiły ponad 17 procent całej emisji dziesięciozłotówek będących w obiegu (w roku 1973).
Moneta została wycofana z obiegu przez NBP w wyniku systemowej redukcji średnicy dziesięciozłotówek do 25 mm w związku z wprowadzeniem do obiegu monet o nominale 20 złotych i średnicy 29 mm.

## Powiązane monety
W II Rzeczypospolitej wyemitowano dwie monety okolicznościowe o nominałach 2 i 5 złotych, upamiętniające piętnastolecie budowy portu w Gdyni.

## Wersje próbne
Istnieje wersja tej monety należąca do serii próbnej w niklu z wypukłym napisem „PRÓBA”, wybita w nakładzie 500 sztuk oraz wersja próbna technologiczna, z wypukłym napisem „PRÓBA”, w miedzioniklu, w nakładzie 20 sztuk.
W serii monet próbnych niklowych wybity został projekt monety o lekko zmodyfikowanym rysunku rewersu, gdzie ląd odróżniony jest od morza jedynie linią brzegową.